# Barengkok (Jasinga)
Barengkok is een bestuurslaag in het regentschap Bogor van de provincie West-Java, Indonesië. Barengkok telt 8212 inwoners (volkstelling 2010).